# Фазова траєкторія
Фазова траєкторія — крива у фазовому просторі, що відображає еволюцію фізичної системи. Сукупність фазових траєкторій, побудованих для різних початкових умов, складає фазовий портрет.
Наприклад, для одновимірної гамільтонової системи, що описується координатою q та імпульсом p, фазова траєкторія є залежністю p(q). Існує безліч таких траєкторій для різних початкових точок {\displaystyle q_{0}} та {\displaystyle p_{0}}.
Загалом еволюція системи із двома змінними q та p описується системою диференційних рівнянь:
{\displaystyle \left\{{\begin{matrix}{\frac {dq}{dt}}=f(q,p,t)\\{\frac {dp}{dt}}=g(q,p,t)\end{matrix}}\right.}
з початковими умовами {\displaystyle q(t_{0})=q_{0}} та {\displaystyle p(t_{0})=p_{0}}. Розв'зок цих рівнянь: {\displaystyle q(t)} та {\displaystyle p(t)} задає фазову траєкторію параметрично.
Диференційне рівняння фазової траєкторії для такої системи
{\displaystyle {\frac {dp}{dq}}={\frac {g(q,p,t)}{f(q,p,t)}}}
У випадку, коли функції в правих частинах диференційних рівнянь не залежать від часу безпосередньо, це рівняння набирає вигляду
{\displaystyle {\frac {dp}{dq}}={\frac {g(q,p)}{f(q,p)}}}
і може бути розв'язане з початковою умовою {\displaystyle p(q_{0})=p_{0}}.
У випадку, коли праві частини не залежать від часу, фазові траєкторії не перетинаються. За теоремою про єдиність розв'язку системи диференційних рівнянь, із жодної точки фазового простору не можуть виходити дві різні фазові траєкторії, а, отже, перетин неможливий. Проте фазова траєкторія може бути замкнутою, що відповідає періодичному руху (наприклад, граничний цикл).